# George Coe (Politiker)
George Alonzo Coe (* 16. August 1811 in Rush, Monroe County, New York; † 21. Oktober 1869 in Coldwater, Michigan) war ein US-amerikanischer Politiker. Zwischen 1855 und 1859 war er Vizegouverneur des Bundesstaates Michigan.

## Werdegang
George Coe wuchs auf der Farm seines Vaters in Illinois auf und besuchte die dortigen öffentlichen Schulen. Nach einem anschließenden Jurastudium in Rochester und seiner Zulassung als Rechtsanwalt begann er ab 1839 in Coldwater in diesem Beruf zu arbeiten. Politisch war er damals Mitglied der Whig Party. 1840 wurde er in das Repräsentantenhaus von Michigan gewählt; in den Jahren 1846 und 1847 gehörte er dem Staatssenat an. Nach der Auflösung der Whigs schloss er sich der damals gegründeten Republikanischen Partei an.
1854 wurde Coe als erster Republikaner an der Seite von Kinsley S. Bingham zum Vizegouverneur von Michigan gewählt. Dieses Amt bekleidete er zwischen 1855 und 1859. Dabei war er Stellvertreter des Gouverneurs und Vorsitzender des Staatssenats. Im Juni 1856 nahm er als Delegierter an der ersten Republican National Convention in Philadelphia teil, auf der John C. Frémont als Präsidentschaftskandidat nominiert wurde. Er starb am 21. Oktober 1869 in Coldwater.